# Llengua hän
 El hän o han-kutchin és una llengua atapaskana (dené) parlada pels indígenes Hän Hwëch'in (Hankutchin). Avui els parlants restants viuen als pobles d'Eagle (Alaska), Dawson City (Yukon) i Fairbanks (Alaska).
El hän forma part de la branca atapaskana septentrional de la família na-dené. Està relacionat amb el gwich'in i el tanana superior.

## Fonologia
Ortografia estàndard (negreta) amb pronunciació IPA:
|            | Labial  | Labial | Inter- dental | Inter- dental | Alveolar | Alveolar | Alveolar | Alveolar | Postalveolar | Postalveolar | Retroflex | Retroflex | Velar | Velar | Glotal | Glotal |
| central    | central | Labial | Inter- dental | Inter- dental | lateral  | lateral  |          |          | Postalveolar | Postalveolar | Retroflex | Retroflex | Velar | Velar | Glotal | Glotal |
| ---------- | ------- | ------ | ------------- | ------------- | -------- | -------- | -------- | -------- | ------------ | ------------ | --------- | --------- | ----- | ----- | ------ | ------ |
| Nasal      |         |        |               |               | [n̥]      | nh       |          |          |              |              |           |           |       |       |        |        |
| Nasal      | [m]     | m      |               |               | [n]      | n        |          |          |              |              |           |           |       |       |        |        |
| Oclusiva   | [pʰ]    | (p)    |               |               | [tʰ]     | t        |          |          |              |              |           |           | [kʰ]  | k     |        |        |
| Oclusiva   | [p]     | b      |               |               | [t]      | d        |          |          |              |              |           |           | [k]   | g     | [ʔ]    | ʼ      |
| Oclusiva   |         |        |               |               | [tʼ]     | t’       |          |          |              |              |           |           | [kʼ]  | k’    |        |        |
| Oclusiva   | [ᵐb]    | mb     |               |               | [ⁿd]     | nd       |          |          |              |              |           |           |       |       |        |        |
| Africada   |         |        | [tθʰ]         | tth           | [tsʰ]    | ts       | [tɬʰ]    | tl       | [tʃʰ]        | ch           | [ʈʂʰ]     | tr        |       |       |        |        |
| Africada   |         |        | [tθ]          | ddh           | [ts]     | dz       | [tɬ]     | dl       | [tʃ]         | j            | [ʈʂ]      | dr        |       |       |        |        |
| Africada   |         |        | [tθʼ]         | tth’          | [tsʼ]    | ts'      | [tɬʼ]    | tl'      | [tʃʼ]        | ch’          | [ʈʂʼ]     | tr’       |       |       |        |        |
| Africada   |         |        |               |               |          |          |          |          | [ⁿdʒ]        | nj           |           |           |       |       |        |        |
| Fricativa  |         |        | [θ]           | th            | [s]      | s        | [ɬ]      | ł        | [ʃ]          | sh           | [ʂ]       | sr        | [x]   | kh    | [h]    | h      |
| Fricativa  |         |        | [ð]           | dh            | [z]      | z        | [ɮ]      | l        | [ʒ]          | zh           | [ʐ]       | zr        | [ɣ]   | gh    |        |        |
| Aproximant |         |        |               |               |          |          |          |          | [j̊]          | yh           | [ɻ̥]       | rh        | [w̥]   | wh    |        |        |
| Aproximant |         |        |               |               |          |          | [l]      | l        | [j]          | y            | [ɻ]       | r         | [w]   | w     |        |        |

|                 | Anterior                                                | Anterior                                                | Central                                                 | Central                                                 | esquena                                                 | esquena                                                 |
| Curta           | Llarga                                                  | Curta                                                   | Llarga                                                  | Curta                                                   | Llarga                                                  |                                                         |
| --------------- | ------------------------------------------------------- | ------------------------------------------------------- | ------------------------------------------------------- | ------------------------------------------------------- | ------------------------------------------------------- | ------------------------------------------------------- |
| Tancada         | i [i]                                                   | ii [iː]                                                 |                                                         |                                                         | u [u]                                                   | uu [uː]                                                 |
| Mitjana-tancada | e [e]                                                   | ee [eː]                                                 |                                                         |                                                         | o [o]                                                   | oo [oː]                                                 |
| Mitjana         |                                                         |                                                         | ë [ə]                                                   | ëë [əː]                                                 |                                                         |                                                         |
| Oberta          | a [a]                                                   | aa [aː]                                                 |                                                         |                                                         | ä [ɑ]                                                   | ää [ɑː]                                                 |
| Diftongs        | aw [au] ai [ai] äw [ɑu] ew [eu] ey [ei] iw [iu] oy [oi] | aw [au] ai [ai] äw [ɑu] ew [eu] ey [ei] iw [iu] oy [oi] | aw [au] ai [ai] äw [ɑu] ew [eu] ey [ei] iw [iu] oy [oi] | aw [au] ai [ai] äw [ɑu] ew [eu] ey [ei] iw [iu] oy [oi] | aw [au] ai [ai] äw [ɑu] ew [eu] ey [ei] iw [iu] oy [oi] | aw [au] ai [ai] äw [ɑu] ew [eu] ey [ei] iw [iu] oy [oi] |

## Revitalització
Queda aproximadament una desena de parlants natius, tots d'edat avançada, encara que hi ha una comunitat creixent d'aprenents. La Primera Nació Tr'ondëk Hwëch'in al territori del Yukon dona suport a la revitalització del hän. Hi ha, a més esforços de recuperar la llengua al nivell local,.vinculat amb la promoció de les habilitats tradicionals. A partir del 1991, l'escola Robert Service School a Dawson ha acollit el Hän Language Program. El Tr'ondëk Hwëch'in dona suport a classes d'idiomes per a adults i reunions culturals bianuals. Es poden fer servir també altres recursos per aprendre el hän, particularment en línia, exemples d'oportunitats d'estudi són FirstVoices i el Yukon Native Learning Center. Aquestes eines d'aprenentatge d'idiomes en línia no només ensenyen la llengua, sinó també la tradició, la cultura i la història del poble hän.